# George E. Harris

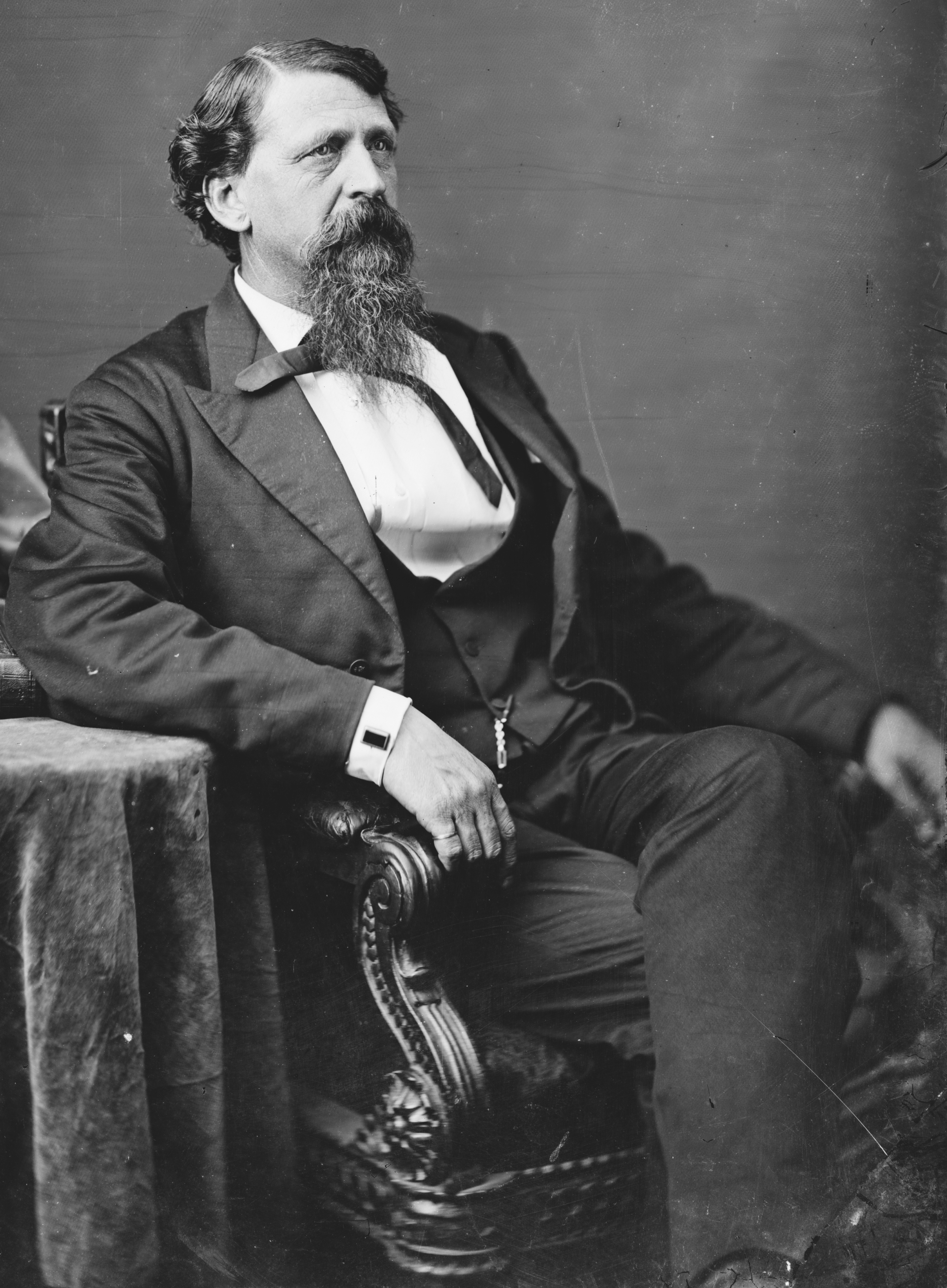
George E. Harris

George Emrick Harris (* 6. Januar 1827 im Orange County, North Carolina; † 19. März 1911 in Washington, D.C.) war ein US-amerikanischer Politiker. Zwischen 1870 und 1873 vertrat er den ersten Wahlbezirk des Bundesstaates Mississippi im US-Repräsentantenhaus.

## Werdegang
George Harris kam über Tennessee in den Staat Mississippi, wo er die öffentlichen Schulen besuchte. Nach einem anschließenden Jurastudium und seiner 1854 erfolgten Zulassung als Rechtsanwalt begann er in seinem neuen Beruf zu praktizieren. Während des Bürgerkrieges war er Oberstleutnant in der Armee der Konföderierten Staaten.
Nach dem Krieg wurde er Mitglied der Republikanischen Partei. Zwischen 1865 und 1866, während der Rekonstruktionszeit, war er Bezirksstaatsanwalt. Nach der Wiederaufnahme des Staates Mississippi in die Vereinigten Staaten wurde Harris 1870 in das US-Repräsentantenhaus in Washington gewählt. Dort nahm er den seit Dezember 1860 vakanten Sitz des Kongressabgeordneten des ersten Distrikts von Mississippi ein. Harris konnte sein Mandat im  Kongress zwischen dem 23. Februar 1870 und dem 3. März 1873 ausüben. Danach fiel der Sitz wieder an Lucius Lamar von der Demokratischen Partei, der dieses Mandat bereits zwischen 1857 und 1860 innehatte. Bis zum Jahr 1995, als Roger Wicker gewählt wurde, blieb George Harris der einzige republikanische Kongressabgeordnete des ersten Wahlbezirks.
Nach dem Ende seiner Zeit im Kongress war Harris zwischen 1873 und 1877 Attorney General des Staates Mississippi und von 1877 bis 1879 war er als Vizegouverneur Stellvertreter von Gouverneur John Stone. Danach verfasste er einige juristische Abhandlungen. George Harris starb im März 1911 in der Bundeshauptstadt Washington.